# Christa Hartmann
Christa Hartmann (1969) è un'ex sciatrice alpina austriaca.

## Biografia
Ai Mondiali juniores di Bad Kleinkirchheim 1986 la Hartmann vinse la medaglia d'oro nello slalom speciale e si classificò 14ª nella discesa libera e 12ª nello slalom gigante, suoi unici risultati internazionali; non prese parte a rassegne olimpiche né ottenne piazzamenti in Coppa del Mondo o ai Campionati mondiali.

## Palmarès

### Mondiali juniores
- 1 medaglie:
  - 1 oro (slalom speciale a Bad Kleinkirchheim 1986)